# Ulrik Wilbek
Ulrik Wilbek, né le 13 avril 1958 à Tunis en Tunisie, est un entraîneur de handball et homme politique danois, maire de Viborg depuis 2018.
Il a la particularité d'avoir aussi bien entraîné des équipes féminines que masculines. Avec l'équipe du Danemark féminine entre 1991 et 1998, il est le seul entraîneur — avec Vladimir Maksimov et Claude Onesta chez les hommes et Olivier Krumbholz chez les femmes — à avoir remporté les trois compétitions majeures chez les femmes : les Jeux olympiques de 1996, le championnat du monde 1997 et les championnats d'Europe 1994 et 1996.
Passé chez les hommes en 2005 avec les mêmes objectifs, il est parvenu à s'imposer à deux reprises au championnat d'Europe (2008 et 2012), mais il doit s'incliner par deux fois en finale des championnats du monde en 2011 et 2013 et il n'a pas encore remporté de médaille olympique dans l'épreuve masculine.

## Biographie
À l'âge de 27 ans, il devient entraîneur de la section masculin du Virum-Sorgenfri HK. Dans les années 1980, il a également en charge l'équipe du Danemark féminine junior. De 1988 à 1991, il entraîne la section féminine du club de Viborg HK avec lequel il devient vice-champion du Danemark en 1991, performance qui lui vaut d'être appelé à devenir sélectionneur de l'équipe du Danemark féminine, Poste qu'il occupera jusqu'en 1998 période durant laquelle il a gagné tous les titres importants. Il a remporté la médaille d'or lors des Jeux olympiques de 1996 à Atlanta, un titre mondial en 1997 ainsi que deux titres européens en 1994 et 1996.
Après son départ de la sélection féminine, il retourne au Viborg HK ou il gagnera 4 titres de champion du Danemark et atteindra la finale de la ligue des champions féminine. En 2002, il quitte la section féminine pour la section masculine de Viborg avec laquelle il ne gagne aucun titre.
En 2005, il prend en charge la sélection masculine. Sous sa conduite, celle-ci remporte une médaille de bronze lors du Championnat d'Europe 2006 en Suisse, puis de nouveau une médaille de bronze lors du Championnat du monde 2007 en Allemagne. En 2008, il remporte enfin une médaille d'or avec les garçons en remportant le championnat d'Europe 2008 en Norvège aux dépens de la Croatie. Cette victoire constitue également le droit d'entrée pour les Jeux olympiques de Pékin où l'équipe du Danemark déçoit et termine seulement 7e. Il fera un peu mieux lors du championnat du monde 2009, compétition que la sélection danoise termine à la quatrième place après avoir été éliminé par la France en demi-finale. Lors de l'Euro 2010, il ne permettra pas aux Danois de conserver leur titre en terminant que 5e. En 2012, il remporte une seconde fois le championnat d'Europe, après une finale remportée (21-19) face à la Serbie. Par la suite, il échoue à deux reprises en finale du championnat du monde 2013 puis du championnat d'Europe 2014.
Il est marié avec Susanne Munk Wilbek, ancienne joueuse danoise de handball.
Ulrik Wilbek a été membre du conseil municipal de Viborg de 1997 à 2001. Candidat du parti Venstre à la mairie de Viborg aux élections municipales de 2017, il est élu maire à la suite des élections.
En janvier 2024, il annonce qu'il nee briguera pas de troisième mandat de maire de Viborg lors des élections municipales de novembre 2025.

## Palmarès

### Sélection nationale féminine
Jeux olympiques
- médaille d'or aux Jeux olympiques de 1996 à Atlanta

championnats du monde
- finaliste du championnat du monde 1993
- troisième du championnat du monde 1995
- vainqueur du championnat du monde 1997

championnats d'Europe
- Médaille d'or au championnat d'Europe 1994
- Médaille d'or au championnat d'Europe 1996

### Sélection nationale masculine
Jeux olympiques
- 7e place aux Jeux olympiques de 2008 à Pékin
- 6e place aux Jeux olympiques de 2012 à Londres

championnats du monde
- troisième du championnat du monde 2007
- 4e place du championnat du monde 2009
- finaliste du championnat du monde 2011
- finaliste du championnat du monde 2013

championnats d'Europe
- troisième du championnat d'Europe 2006
- vainqueur du championnat d'Europe 2008
- 5e place du championnat d'Europe 2010
- vainqueur du championnat d'Europe 2012
- finaliste du championnat d'Europe 2014

### Club
compétitions internationales
- finaliste de la Ligue des champions féminine en 2001 (avec Viborg HK)

compétitions nationales
- championnat féminin du Danemark en 1999, 2000, 2001 et 2002 (avec Viborg HK)

### Distinctions personnelles
- élu meilleur entraîneur d’une équipe masculine de l'année en 2011[3],[4]